# Pandka ruda
Pandka ruda (Ailurus fulgens) – gatunek drapieżnego ssaka z rodziny pandkowatych (Ailuridae).

## Systematyka
Dawniej pandka ruda była zaliczana do szopowatych. Wraz z pandą wielką tworzyła niegdyś podrodzinę pandowatych (Ailurinae) w rodzinie niedźwiedziowatych (Ursidae). Do tej systematyki nawiązują poprzednie polskie nazwy: panda mała, panda czerwona, panda ruda, panda mniejsza. Takson po raz pierwszy został opisany przez Frédérica Cuviera w 1825 roku pod nazwą Ailurus fulgens. Jako miejsce typowe autor wskazał Indie Wschodnie.

## Zasięg występowania
Zasięg występowania pandki obejmuje tereny południowych Chin, północno-wschodnich Indii, Nepal i północną Mjanmę.

## Tryb życia, charakterystyka, cechy
Pandka prowadzi nocny tryb życia i jest zwierzęciem wszystkożernym, jednakże pokarm roślinny jest podstawą jej wyżywienia.
Długość: 51–63 cm
Długość ogona: 30–60 cm
Masa: samce 4,5–6,2, samice 3–4,5 kg
Ubarwienie: rdzawe lub rdzawobrązowe, pysk, policzki i końce uszu białe; na ogonie ciemniejsze pierścienie, koniuszek ogona puszysty i ciemny, łapy i brzuch ciemniejsze od reszty ciała.
Rozmnażanie: ciąża trwa od 90 do 150 dni, w miocie 1-5 młodych.
Siedlisko: lasy na obszarach górzystych
Status: gatunek zagrożony
Pandka ruda zamieszkuje dziuple lub nory w korzeniach drzew na stromych skalnych zboczach. Pandka ma częściowo wysuwalne pazury, co ułatwia jej wspinaczkę. Żyje w parach lub małych grupach rodzinnych, jak większość drapieżników jest terytorialna i znakuje swój teren wydzielinami specjalnych gruczołów i moczem. Dość dobrze aklimatyzuje się w warunkach ogrodów zoologicznych.

## Podgatunki
Wyróżnia się dwa podgatunki pandki rudej:
- A. fulgens fulgens
- A. fulgens refulgens

## Nazwa
Na terenach występowania pandki rudej w potocznym języku chińskim jest ona nazywana hǔo hú (火狐), co dosłownie oznacza „ognisty lis” (ta nazwa jest stosowana także na określenie zwykłego lisa). W wyniku pomyłki dosłowny angielski odpowiednik tego określenia (firefox) – zamiast nazwy właściwej (red panda lub lesser panda) – znalazł się na stronie internetowej Wellington Zoo. Tłumaczenie to wybrano jako ostateczną nazwę przeglądarki internetowej Mozilla Firefox.